# أليكس أولميدو
أليكس أولميدو مواليد 24 مارس 1936 في أريكيبا، بيرو، هو لاعب كرة مضرب بيروفي سابق بدأ مسيرته كمحترف سنة 1960 وكان يلعب باليد اليمنى، اعتزل اللعب في 1977. كما أنه أحد أبطال الجراند سلام. أعلى تصنيف له في الفردي كان المركز الـ 2 في سنة 1959.

## بطولات حققها
- بطولة ويمبلدون

## روابط خارجية
- أليكس أولميدو على موقع رابطة محترفي التنس (الإنجليزية)
- أليكس أولميدو على موقع الاتحاد الدولي لكرة المضرب (الإنجليزية)
- أليكس أولميدو على موقع كأس ديفيز (الإنجليزية)
- أليكس أولميدو على موقع قاعة مشاهير كرة المضرب الدولية (الإنجليزية)
- أليكس أولميدو على موقع أرشيف التنس.كوم (الإنجليزية)
- أليكس أولميدو على موقع بطولة ويمبلدون (الإنجليزية)
- أليكس أولميدو على موقع خلاصة التنس.كوم (الإنجليزية)